# Quatuor à cordes de Petrassi
Pour les articles homonymes, voir Quatuor à cordes (homonymie).
Le Quatuor à cordes est l'unique quatuor à cordes de Goffredo Petrassi. Composé en 1958, il comporte cinq mouvements enchaînés.

## Analyse de l'œuvre
1. Allegretto comodo : Le premier thème hésite entre le système tonal et la technique sérielle avec une prédominance  de l'intervalle de tierce majeure.
2. Un poco allegretto : Organisation harmonique centrée sur la sixte mineure.
3. Presto : Scherzo
4. Vigoroso : Travail contrapuntique marqué.
5. Adagio : Lyrique et intimiste.

- Durée d'exécution : vingt quatre minutes.

## Source
- François-René Tranchefort dir., Harry Halbreich rédacteur guide de la musique de chambre, éd.Fayard 1989 p.692-93  (ISBN 2-213-02403-0)